# Ryan MacAnally
Ryan MacAnally (Gold Coast, 14 de setembre del 1992) és un ciclista australià que actualment milita a l'equip Nice Cycling Team.

## Palmarès
- 2016
  - 1r al Tour de Jakarta